# Aubigné-Racan
Aubigné-Racan är en kommun i departementet Sarthe i regionen Pays de la Loire i nordvästra Frankrike. Kommunen ligger i kantonen Mayet som tillhör arrondissementet La Flèche. År 2022 hade Aubigné-Racan 2 131 invånare.

## Befolkningsutveckling
Antalet invånare i kommunen Aubigné-Racan
| Referens: INSEE |